# Sympiesis lepida
Sympiesis lepida är en stekelart som beskrevs av Storozheva 1981. Sympiesis lepida ingår i släktet Sympiesis och familjen finglanssteklar. Inga underarter finns listade i Catalogue of Life.